# Diastopora dubia
Diastopora dubia är en mossdjursart som beskrevs av John Borg 1944. Diastopora dubia ingår i släktet Diastopora och familjen Diastoporidae. Inga underarter finns listade i Catalogue of Life.